# Zygmunt Puławski

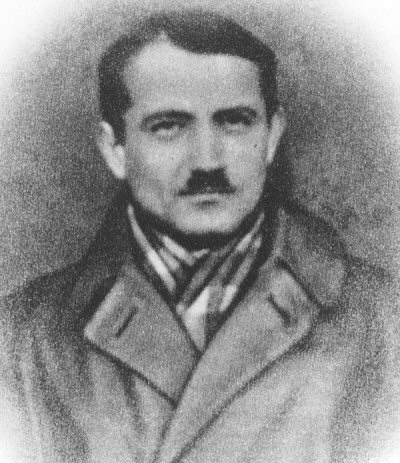
Zygmunt Puławski, 1901–1931

Zygmunt Puławski (* 24. Oktober 1901 in Lublin; † 21. März 1931 in Warschau) war ein polnischer Flugzeugkonstrukteur und Pilot.

## Leben und Wirken
Zygmunt Puławski war 1920 im Polnisch-Sowjetischen Krieg Freiwilliger in einem Bataillon der polnischen Pfadfinder ZHP (Związek Harcerstwa Polskiego). Danach begann er ein Studium an der Technischen Universität Warschau, wo er im maschinentechnischen studentischen Verein mehrere Segelflugzeuge konstruierte. Nachdem er 1926 sein Studium erfolgreich abgeschlossen hatte, sammelte er erste Berufserfahrungen bei Breguet in Frankreich, besuchte die Militärflugschule in Bromberg und wurde Pilot. Ab 1927 war Puławski ein leitender Konstrukteur bei einem staatlichen Warschauer Flugzeugbauer, aus dem ab 1928 Państwowe Zakłady Lotnicze (PZL) wurde.
Zunächst entwickelte Zygmunt Puławski den Flugzeugtyp PZL P.1, der nicht in Serie ging, aber durch sein Konzept in Fachkreisen Aufsehen erregte. Es folgte unter seiner Leitung bei PZL unter anderem der Entwurf der bekannten Ganzmetall-Jagdflugzeuge Typ PZL P.7 und Typ PZL P.11. Diese waren das moderne Rückgrat der polnischen Luftstreitkräfte bis zu deren Zerschlagung beim Überfall auf Polen.
Das Charakteristikum dieser Schulterdecker war der sog. Puławski-Flügel, ein Knickflügel, der den Flugzeugen außerordentliche Wendigkeit verlieh. Schon bald nach der Vorstellung der P.1 erschienen auch in anderen Ländern Entwürfe, die dieses Konstruktionsmerkmal aufgriffen.
Als der Prototyp der P.11 flugbereit war, kam Puławski im März 1931 bei einem Absturz seines neuesten Wasserflugzeugs PZL.12 im Alter von 29 Jahren ums Leben.